# Jules Cazot

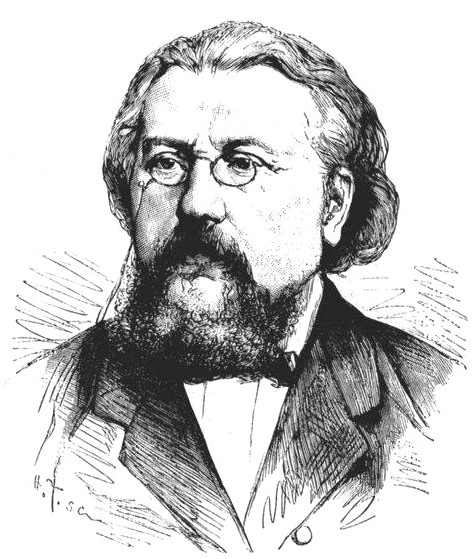
Théodore Joseph Jules Cazot

Théodore Joseph Jules Cazot (* 11. Februar 1821 in Alès (Département Gard); † 27. November 1912 in La Jasse de Bernard (heute zur Gemeinde Saint-Hilaire-de-Brethmas gehörig)) war ein französischer Jurist und Politiker. Von Dezember 1879 bis Januar 1882 amtierte er als Justizminister; außerdem war er ab 1875 lebenslanger Senator.

## Leben
Théodore Joseph Jules Cazot studierte in Paris Rechtswissenschaften, gab einige Jahre repetitorischen Unterricht in der Jurisprudenz und ließ sich dann als Advokat nieder. Er trat in mehreren politischen Prozessen auf. 1848 begab er sich in sein Heimat-Département und wirkte eifrig für republikanische Ideen. Sein Protest gegen den Staatsstreich Napoleons III. vom 2. Dezember 1851 hatte seine Internierung in Montpellier zur Folge. Seit 1859 Anwalt in Nîmes, bekämpfte er bei den Wahlen, freilich erfolglos, das Kaiserreich.
Nach dem Sturz Napoleons III. (4. September 1870) wurde Cazot von Léon Gambetta zum Generalsekretär im Innenministerium ernannt und zuerst als dessen Vertreter der Delegation in Tours beigegeben. Darauf war er unter Gambetta für die Organisation der nationalen Verteidigung eifrig tätig. Am 2. Juli 1871 wurde er im Département Gard zum Mitglied der Nationalversammlung gewählt, in der er sich der Union républicaine anschloss, und Ende 1875 zum lebenslangen Senator ernannt. Am 28. Dezember 1879 übernahm er im Kabinett von Charles de Freycinet das Justizministerium mit der Aufgabe, den Richterstand von den klerikal und monarchistisch gesinnten Personen zu reinigen. Er blieb in diesem Amt auch unter Jules Ferry und Gambetta bis zum 30. Januar 1882, ohne indessen das Gesetz über die Reform des Richterstandes zum Abschluss zu bringen. 1883 zum Präsidenten des obersten Gerichtshofs ernannt, musste er 1884 wegen Beteiligung an schwindelhaften Gründungen seine Entlassung nehmen.